# Nothybus acrobates
Nothybus acrobates är en tvåvingeart som beskrevs av Frey 1958. Nothybus acrobates ingår i släktet Nothybus och familjen Nothybidae. Inga underarter finns listade i Catalogue of Life.